# Uwe Krupp
Uwe Gerd Krupp (* 24. června 1965 v Kolíně nad Rýnem v Německu) je bývalý německý profesionální hokejový obránce. V současnosti hokejový trenér klubu Kölner Haie z DEL ligy. Bývalý trenér českého klubu HC Sparta Praha. Byl prvním hokejistou narozeným a vyrůstajícím v Německu, který se výrazněji prosadil v NHL. Také je druhým ze tří německých držitelů Stanley Cupu.
Na Mistrovství světa v ledním hokeji 1990 měl pozitivní dopingový test na efedrin a byl potrestán osmnáctiměsíčním zákazem startu v mezinárodních soutěžích (na NHL se trest nevztahoval).

## Klubová kariéra
V první polovině osmdesátých let hrával německou hokejovou ligu za Kölner Haie. V roce 1983 byl draftován z celkově 214. místa týmem Buffalo Sabres. V tomto týmu také zahájil svou kariéru v NHL, a to v roce 1986. Rok od roku vylepšoval své individuální statistiky a stal pevnou součástí obrany Buffala. V sezóně 1990/91 byl nominován do Zápasu hvězd NHL. Tři sezóny odehrál v New York Islanders, odkud byl v roce 1994 byl vyměněn do Quebec Nordiques. S týmem se po sezóně 1994/95 přestěhoval do Denveru jako Colorado Avalanche. Tam v roce 1996 získal Stanley Cup. Památný je jeho vítězný gól ve třetím prodloužení čtvrtého finále proti Floridě Panthers. Ke Stanley Cupu dopomohl také Detroitu v roce 2002, odehrál však jen osm zápasů základní části a dva v play off a jeho jméno proto na poháru není uvedeno. Tou dobou již jeho kariéru omezovalo zranění zad, s aktivním hokejem skončil po následující sezóně, kterou odehrál v Atlantě. Celkem v NHL odehrál 729 utkání a zaznamenal 69 gólů, 212 asistencí a 281 bodů.

## Reprezentace
Za Německo hrál na Mistrovství světa v ledním hokeji 1986, 1990 a 1998.

## Trenérská kariéra
Německý národní tým začal poprvé trénovat v roce 2005, kdy dokázal s týmem mladíků postoupit z B-skupiny do elitní kategorie. Také v roce 2010 a 2011 trénoval německou hokejovou reprezentaci a v roce 2011 byl i asistentem trenéra na MS juniorů. V letech 2018–2020 působil jako trenér týmu HC Sparta Praha (30. ledna 2020 byl od týmu odvolán).Od 24.2.2020 vede hokejový klub Kölner Haie s DEL ligy. Krupp podepsal dvouletou smlouvu platnou do dubna 2022